# Strzelno
Strzelno (niem. Strelne, Strolin) – miasto w Polsce położone w województwie kujawsko-pomorskim, w powiecie mogileńskim, siedziba gminy miejsko-wiejskiej Strzelno. Leży 25 km na południe od Inowrocławia u zbiegu dróg krajowych DK15, DK25 i DK62. W latach 1975–1998 miasto administracyjnie należało do województwa bydgoskiego. Ośrodek przemysłowy, centrum handlowo-usługowe dla okolicy.
Według danych GUS z 31 grudnia 2019 r. Strzelno liczyło 5611 mieszkańców.

## Położenie
Strzelno położone jest na pograniczu Kujaw i Wielkopolski. Miasto leży na Pojezierzu Gnieźnieńskim. Rzeźba terenu jest lekko pofałdowana. Miasto sąsiaduje z dużymi kompleksami leśnymi Lasów Miradzkich. Gleby w tym rejonie to żyzne czarnoziemy. Strzelno jest ważnym, drogowym węzłem komunikacyjnym o znaczeniu krajowym. W pobliżu znajduje się Jezioro Pakoskie.

## Historia

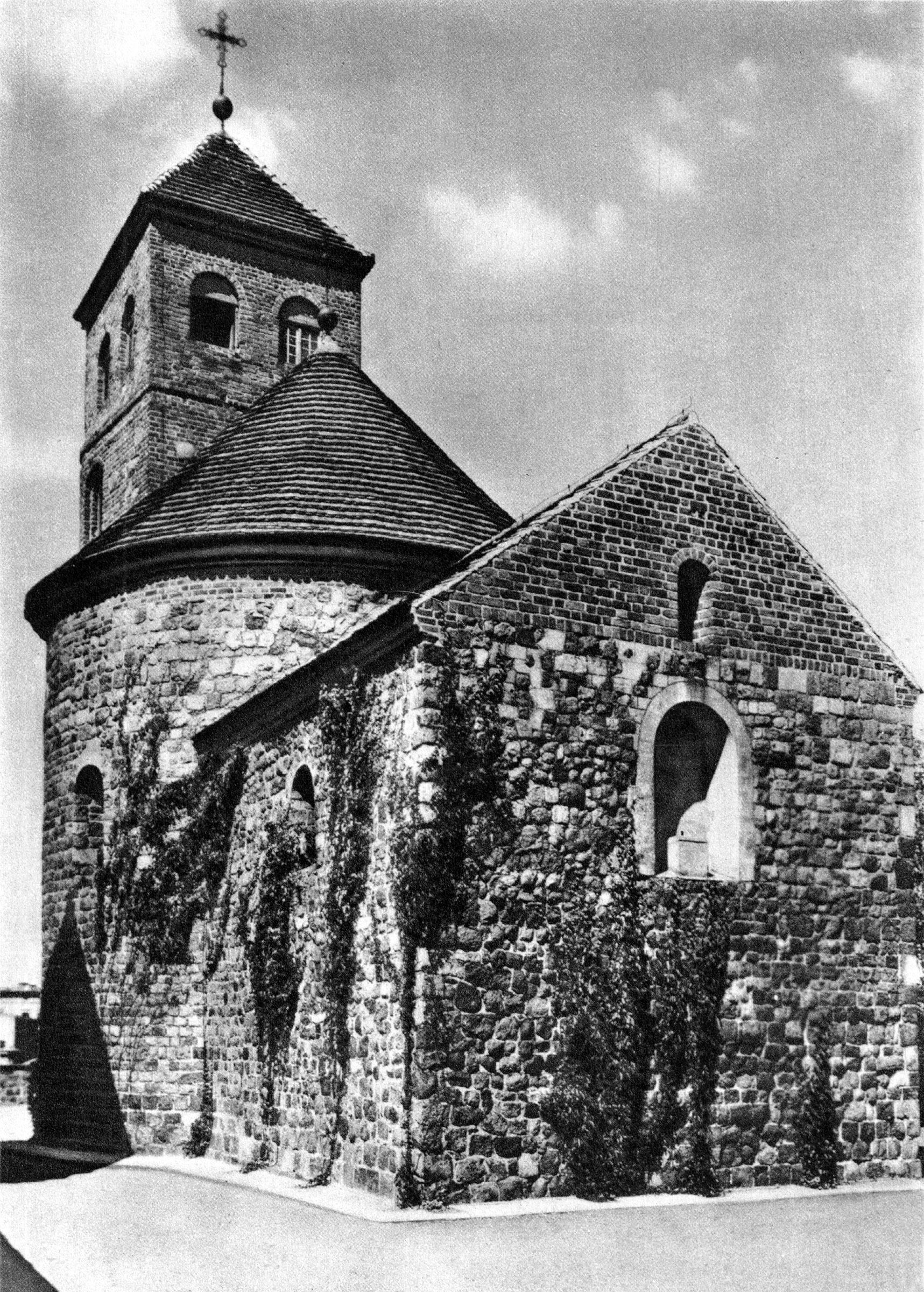
Rotunda Świętego Prokopa w 1939 roku

Powstanie miasta związane jest z osobą Piotra Włostowica, wojewody Bolesława Krzywoustego. Uważany jest on za fundatora kościoła św. Krzyża, czyli kościoła św. Prokopa. W latach 80. XII wieku w ówczesnej wsi Strzelno założony został klasztor norbertanek. Kościół klasztorny nosił początkowo nazwę kościoła Świętej Trójcy, w latach późniejszych wezwanie zostało rozszerzone na Świętej Trójcy i Najświętszej Maryi Panny. Prawa miejskie Strzelno uzyskało w 1231 r.
Podczas rozbiorów miasto znajdowało się pod panowaniem pruskim. Nazwa została zmieniona na Strelne (funkcjonowała również druga nazwa niemiecka Strolin). Strzelno było siedzibą powiatu. Wyzwolone zostało podczas powstania wielkopolskiego 2 stycznia 1919.
W 1901 roku wybudowano w Strzelnie gazownię, działającą do lat 60. XX wieku.
W czasach II Rzeczypospolitej Strzelno było siedzibą powiatu strzeleńskiego. Z tego okresu pochodził również Szpital Rejonowy. Z początku XX wieku pochodzi większość kamienic w centrum.
Podczas II wojny światowej dochodziło do masowych aresztowań w Strzelnie. Niemcy likwidowali miejscową inteligencję, weteranów Powstania Wielkopolskiego, zakładników oraz Żydów z obozów inowrocławskich w Kurzebieli, na Kopcach, w lesie Amerykan pod Cienciskiem.
Urodził się tutaj laureat nagrody Nobla i wybitny fizyk Albert Michelson. Mimo że wówczas teren znajdował się pod zaborem pruskim, zawsze i uparcie jako kraj urodzenia podawał Polskę.

## Zabytki

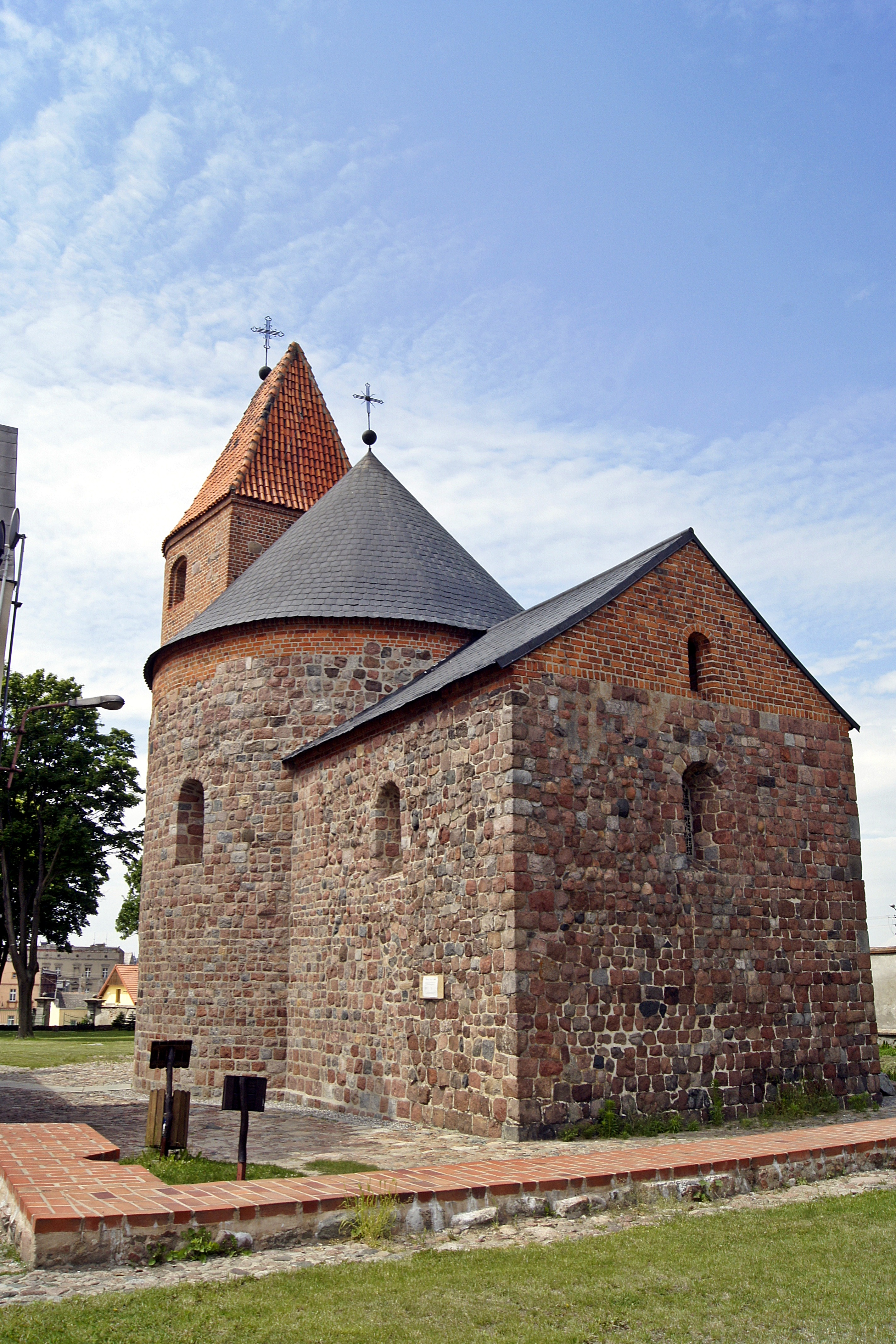
Romańska rotunda św. Prokopa

W Strzelnie znajduje się jeden z najważniejszych zabytków sztuki romańskiej w Polsce – zespół zabudowań na wzgórzu św. Wojciecha (od 2018 pomnik historii). Zespół składa się z:
- Ponorbertańskiego kościoła Świętej Trójcy i Najświętszej Marii Panny z unikatowymi kolumnami z przedstawieniami cnót i występków
- Rotundy św. Prokopa

Ponadto w mieście zachowały się średniowieczny układ urbanistyczny oraz wiele kamienic z XIX–XX w.

## Demografia
- Piramida wieku mieszkańców Strzelna w 2014 roku[8], na podstawie danych GUS.

## Zieleń miejska
W mieście znajduje się kilka parków. Największym jest park 750-lecia znajdujący się przy ulicy Parkowej. Poza nim są inne tereny zielone. W granicach Strzelna położone są dwa cmentarze, oba są nadal używane. Na terenie całego miasta są zieleńce i alejki.
Przy ul. Gimnazjalnej rosną dwa dęby szypułkowe o obwodach 240 i 310 cm objęte ochroną w 2020 roku jako pomniki przyrody.

## Architektura i urbanizacja
Stare miasto składa się w większości z kamienic wybudowanych na początku XX wieku, ale także z romańskich zabytków. Są tu też osiedla domków jednorodzinnych i blokowisko. W południowo-zachodniej części miasta są tereny przemysłowe. Ogólnie cała zabudowa miasta jest zwarta.

## Gospodarka
Najważniejszymi częściami strzeleńskiej gospodarki są handel i usługi. Są tu salon maszyn rolniczych i wyspecjalizowane sklepy. Znajdują się też tutaj markety wielkopowierzchniowe. Duże znaczenie ma też tradycyjny handel. Sklepiki zlokalizowane są w zabytkowych kamieniczkach, targowiskach i przeznaczonych do tego celu pawilonach. Przemysł zlokalizowany jest pod miastem i na jego obrzeżach. Do największych zakładów można zaliczyć fabrykę firmy Sanplast, która produkuje m.in. wanny i kabiny prysznicowe. Duże znaczenie w rozwoju miasta ma bliskość dróg o znaczeniu krajowym, które krzyżują się w Strzelnie.

## Transport
Przez miasto przebiegają drogi krajowe i wojewódzkie:
- 15 Ostróda – Toruń – Inowrocław – Strzelno – Gniezno – Jarocin – Krotoszyn – Trzebnica
- 25 Bobolice – Bydgoszcz – Inowrocław – Strzelno – Konin – Kalisz – Ostrów Wielkopolski – Oleśnica
- 62 Strzelno – Włocławek – Płock – Wyszków – Drohiczyn – Siemiatycze
- 255 – droga wojewódzka nr 255 Strzelno – Pakość

Tyle samo dróg krajowych przechodzi np. przez Poznań, co świadczy o ważności Strzelna jako węzła komunikacyjnego.
Przez Strzelno przebiega nieczynna linia kolejowa łącząca Inowrocław i Mogilno.
- Linia 231 231 Inowrocław Rąbinek – Mogilno

Do Strzelna można dojechać autobusem. Linie autobusowe obsługuje kilku przewoźników z całego kraju. Istnieją bezpośrednie połączenia m.in. z Wrocławiem, Bydgoszczą, Toruniem, Włocławkiem.

## Turystyka i kultura
Miasto jest bardzo atrakcyjne turystycznie ze względu na romańskie zabytki, ale także budynki z innych okresów. Są tu dobrze rozwinięte bazy noclegowa i gastronomiczna. Dużo terenów do spacerowania sprawia, że poprzez bliskość ważnych dróg podróżni mogą się tu zatrzymać i odpocząć. Dojazd do najważniejszych obiektów jest oznakowany. Są tu dom kultury i kluby sportowe. Kino i inne rozrywki organizowane mieszkańcom przez dom kultury i miasto sprawiają, że można znaleźć dużo wrażeń.

## Edukacja
Przedszkola
- Przedszkole Miejskie nr 1 w Strzelnie (ZSP nr 1)
- Przedszkole Miejskie nr 2 w Strzelnie (ZSP nr 2)

Szkoły podstawowe
- Zespół Szkolno-Przedszkolny nr 1 im. Alberta Abrahama Michelsona w Strzelnie
- Zespół Szkolno-Przedszkolny nr 2 im. Jana Dałkowskiego w Strzelnie

Szkoły ponadpodstawowe 
- Zespół Szkół w Strzelnie (liceum ogólnokształcące, technikum, szkoła branżowa)

## Bezpieczeństwo
O bezpieczeństwo w Strzelnie dbają następujące instytucje zlokalizowane na terenie miasta:
| Rodzaj Służby | Służba                   | Jednostki                                       | Adres                         |
| ------------- | ------------------------ | ----------------------------------------------- | ----------------------------- |
| Ratownicza    | Ochotnicza Straż Pożarna | Jednostka Operacyjno-Techniczna (KSRG) Strzelno | ul. Sportowa                  |
| Ratownicza    | Pogotowie Ratunkowe      | Stacja Pogotowia Ratunkowego                    | ul. Powstania Wielkopolskiego |
| Porządkowa    | Policja                  | Komisariat Policji                              | ul. Cieślewicza               |

## Przynależność administracyjna
| Okres     |            | Państwo                       | Zwierzchność                  | Jednostka administracyjna                                         |
| --------- | ---------- | ----------------------------- | ----------------------------- | ----------------------------------------------------------------- |
| 1887-1919 |            | Królestwo Prus                | Królestwo Prus                | Prowincja poznańska, powiat strzelneński                          |
| 1919-1932 | Polska     | Rzeczpospolita Polska         | Rzeczpospolita Polska         | województwo poznańskie, powiat strzelneński                       |
| 1932-1939 | Polska     | Rzeczpospolita Polska         | Rzeczpospolita Polska         | województwo poznańskie, powiat mogileński                         |
| 1939-1945 | III Rzesza | okupacja niemiecka/III Rzesza | okupacja niemiecka/III Rzesza | Kraj Warty, Rejencja mogileńska                                   |
| 1939-1945 |            | Polskie Państwo Podziemne     | Polskie Państwo Podziemne     | Okręg Poznań AK, Samodzielny Obwód Mogilno AK                     |
| 1945-1950 | Polska     | Rzeczpospolita Polska         | Rzeczpospolita Polska         | województwo poznańskie, powiat mogileński                         |
| 1950-1952 | Polska     | Rzeczpospolita Polska         | Rzeczpospolita Polska         | województwo bydgoskie, powiat mogileński                          |
| 1950-1975 | Polska     | Polska Rzeczpospolita Ludowa  | Polska Rzeczpospolita Ludowa  | województwo bydgoskie, powiat mogileński                          |
| 1975-1989 | Polska     | Polska Rzeczpospolita Ludowa  | Polska Rzeczpospolita Ludowa  | województwo bydgoskie, rejon inowrocławski                        |
| 1989-1998 | Polska     | Rzeczpospolita Polska         | Rzeczpospolita Polska         | województwo bydgoskie, rejon inowrocławski                        |
| od 1999   | Polska     | Rzeczpospolita Polska         | Rzeczpospolita Polska         | województwo kujawsko-pomorskie, powiat mogileński, gmina Strzelno |

## Wspólnoty wyznaniowe
- Kościół rzymskokatolicki (dekanat strzeliński w archidiecezji gnieźnieńskiej):
  - Parafia Świętej Trójcy w Strzelnie
- Świadkowie Jehowy:
  - zbór (Sala Królestwa)[12]

## Sport

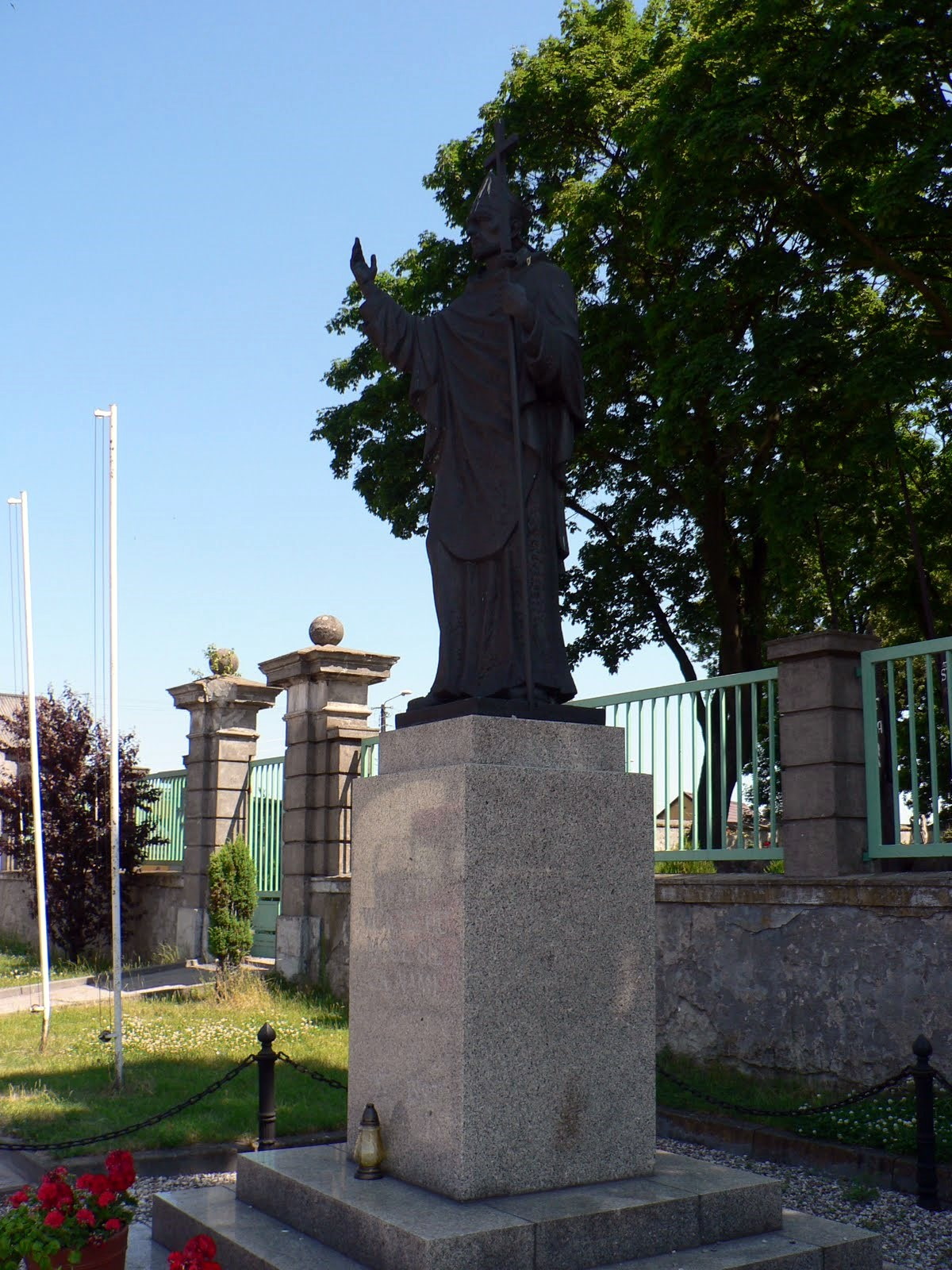
Strzelno, pomnik św. Wojciecha

W mieście są hala widowiskowo-sportowa i stadion. Są tu boisko „Orlik 2012” i obiekty sportowe dostępne do użytku dla mieszkańców. Działają następujące kluby sportowe:
- MLKS Kujawianka Strzelno – piłka nożna
- UKS Alfa 99 Strzelno – piłka ręczna
- Mata Strzelno – piłka ręczna